# علاج بالتمايز
في تخصص علم الأورام، العلاج التمايزي أو العلاج بالتمايز هو طريقة لعلاج السرطانات المتقدمة حيث يتم تشجيع الخلايا الخبيثة على التمايز إلى أشكال أكثر نضجًا باستخدام العوامل الدوائية. ينبع أساس العلاج من ميل الخلايا السرطانية الخبيثة إلى اتخاذ حالة أقل تخصصًا تشبه الخلايا الجذعية غير المتمايزة.
نشأ مفهوم العلاج التمايزي من حقيقة أن الهرمونات أو السيتوكينات قد تعزز التمايز خارج الجسم الحي، وبالتالي تغيير النمط الظاهري للخلايا السرطانية بشكل لا رجعة فيه. وكان نجاحه المميز هو علاج سرطان الدم النقوي الحاد (APL)، وهي حالة يمكن علاجها الآن بشكل كبير عن طريق مزيج من حمض الريتينويك (RA) والزرنيخ. في الآونة الأخيرة، تم التعرف على الأدوية التي تؤدي إلى التمايز في مجموعة متنوعة من الخلايا السرطانية الأولية، مما يشير إلى أنها مفيدة سريريا.